# Sphas de Philadelphie
Les Sphas de Philadelphie, en anglais : Philadelphia Sphas (SPHAS étant l'acronyme de South Philadelphia Hebrew Association) sont une ancienne équipe américaine de basket-ball, basée à Philadelphie dans l'État de Pennsylvanie. Cette équipe a été membre de l'Eastern Basketball League (1925-1933), puis de l'American Basketball League (1933-1949). Elle avait la particularité de regrouper principalement des joueurs juifs, étant issue d'une association hébraïque.

## Historique

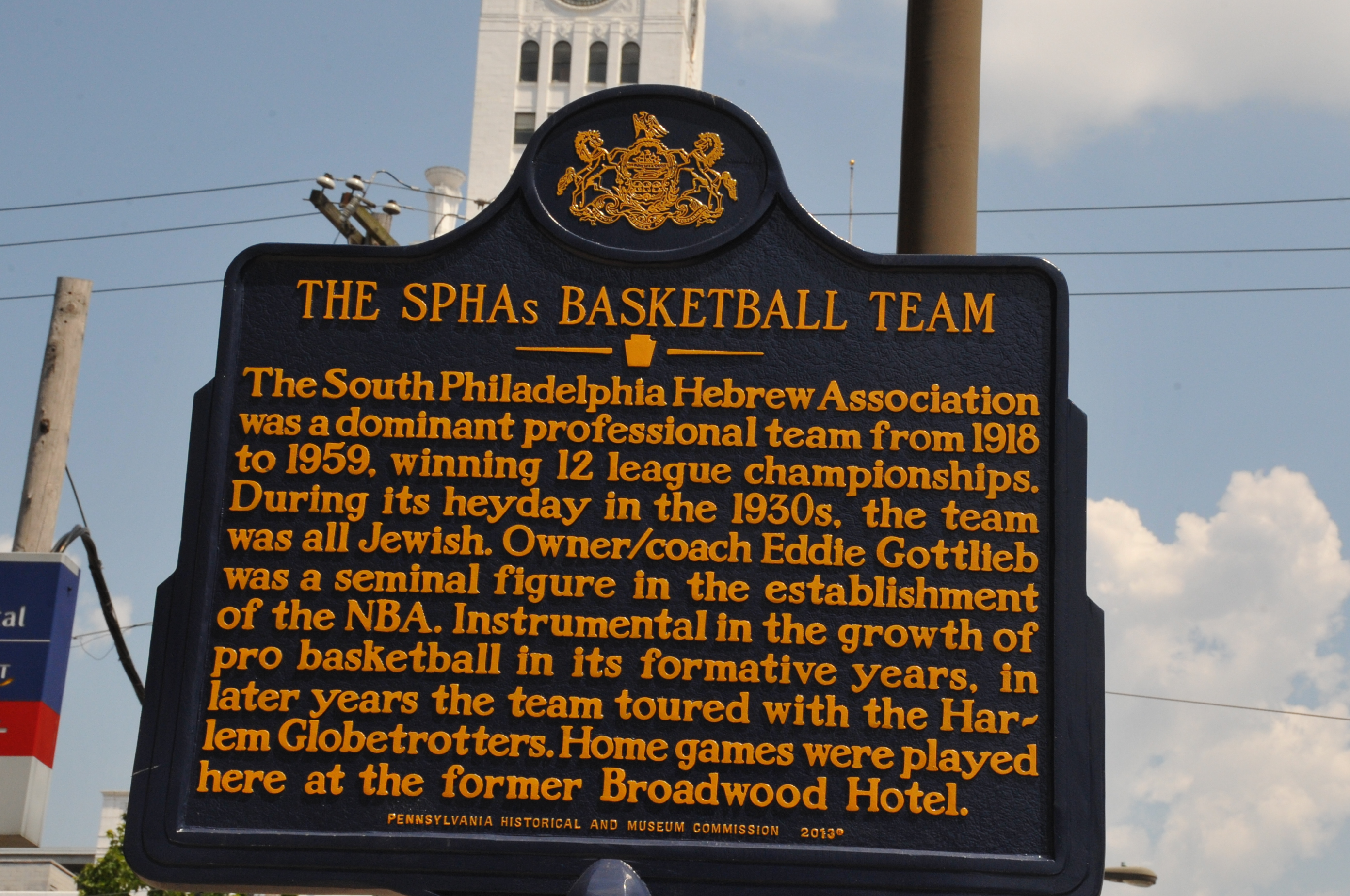
Panneau commémoratif à Philadelphie.

## Palmarès
- Vainqueur de l'Eastern Basketball League : 1930, 1931, 1932
- Vainqueur de l'American Basketball League : 1934, 1936, 1937, 1940, 1941, 1943, 1945

## Joueurs célèbres ou marquants
- Jerry Fleishman (1922-2007)
- Eddie Gottlieb (1898-1979)
- Irv Torgoff (1917-1993)